# Bak (instrument)

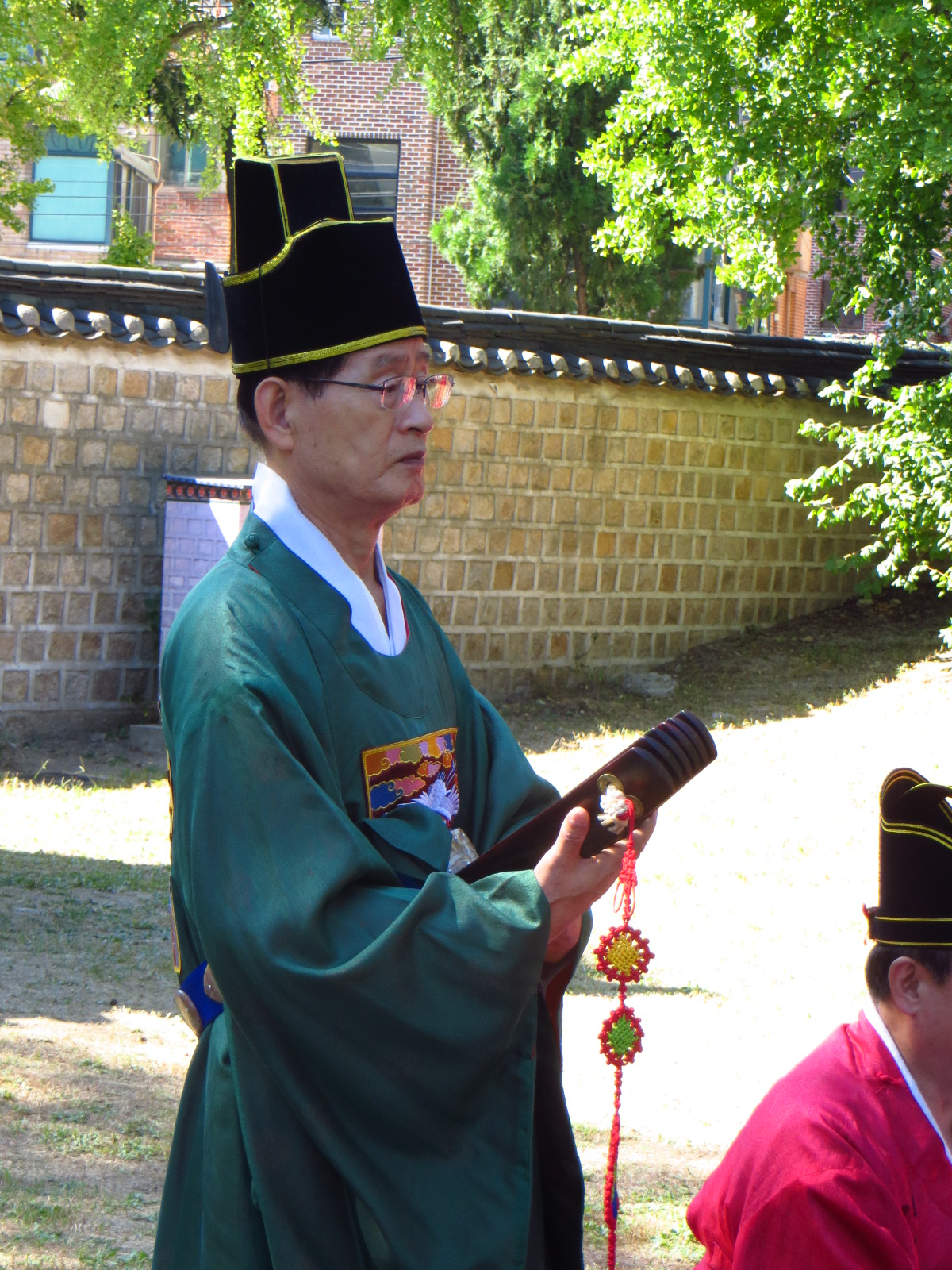
Ritual Confucià a Munmyo Shrine, Sungkyunkwan seowon

El bak o pak (hangul: 박; hanja: 拍) és un instrument de percussió, té forma de batall de fusta i és utilitzat a la música de cort i la música ritual coreanes. El músic que toca el bak s'anomena jipbak, actuant com el director o supervisor musical del grup. El bak crea un so de similar al picar de mans, s'utilitza al jeryeak i al gunjung eumak per indicar l'inici de les peces musicals.

## Construcció
El bak està fet de 6 làmines de fusta allargades i planes que mesuren aproximadament 13,5 cm de llarg. Les fustes van lligades totes juntes per un extrem amb corda o cordill per poder donar forma de ventall quan es despleguen.

## Importància
El jipak utilitza el bak per dirigir el grup, de la mateixa manera que un director d'orquestra utilitza una batuta. El bak es toca al principi de la música i al final amb tres tocs, o quan hi ha canvis significatius. Podeu escoltar exemples de bak aquí: Bak sons